# 958

## Esdeveniments
- Primera menció en literatura del Bosc de Sherwood (futura ambientació de les aventures de Robin Hood)

## Naixements
- Basili II, emperador romà d'Orient
- Al-Xerif al-Taliq, poeta andalusí, rebesnet del califa Abd-ar-Rahman III

## Necrològiques
- Gorm el Vell, rei de Dinamarca